# 舒勒
舒勒（德語：Schuler)，可以指：
- 卡罗琳·舒勒（英語：Carolyn Schuler，1943年1月5日－）：美國女子游泳運動員。
- 劳拉·舒勒（英語：Laura Schuler，1970年12月3日－）：加拿大女子冰球运动员。
- 迈克尔·舒勒（英語：Michael Schuler，1901年11月8日－1974年1月14日）：美國男子競技體操運動員。

|  | 本页或本分段罗列了姓氏为「舒勒」的人物。 如果是一个指代特定个人的内链将您引导到本页，請考慮修正該人物的名字以將链接指向正確的條目。 |